# NGC 3327
NGC 3327 (również PGC 31729 lub UGC 5803) – galaktyka spiralna (Sb), znajdująca się w gwiazdozbiorze Małego Lwa. Odkrył ją William Herschel 10 kwietnia 1785 roku. Należy do galaktyk Seyferta.
W galaktyce tej zaobserwowano supernową SN 2001N.